# Vintermænd
Vintermænd er en roman af den danske forfatter Jesper Bugge Kold. Den udkom i august 2014 på forlaget Turbine.
Romanens omdrejningspunkt er de to brødre Karl og Gerhard, der fører en fredelig tilværelse i hjembyen Hamburg i slutningen af 1930erne. Efterhånden som Hitler strammer grebet om landet, begynder jorden dog at skride under brødrene. De bliver begge ufrivilligt involveret i nazistbevægelsen og kastet rundt i et spil, som de hverken kan acceptere eller kæmpe imod. Karl bliver forsyningsofficer ved fronten i både Frankrig og Rusland, mens Gerhard bliver medansvarlig for jødetransporter og senere kommandant i en koncentrationslejr.
Jesper Bugge Kold blev for denne debutroman nomineret til BogForums Debutantpris.